# 库尔泰宗
库尔泰宗（法語：Courthézon，法語發音：[kuʁtezɔ̃]）是法国普罗旺斯-阿尔卑斯-蓝色海岸大区沃克吕兹省的一个市镇，属于阿维尼翁区。

## 地理
库尔泰宗（44°5'15"N, 4°53'3"E）面积32.78 平方千米，位于法国普罗旺斯-阿尔卑斯-蓝色海岸大区沃克吕兹省，该省份为法国东南部内陆省份，北起德龙省，西北接阿尔代什省，西接加尔省，南至罗讷河口省，东南角与瓦尔省接壤，东临上普罗旺斯阿尔卑斯省。
与库尔泰宗接壤的市镇（或旧市镇、城区）包括：贝达里德、奥朗日、帕普新堡、容基耶尔、萨里扬。

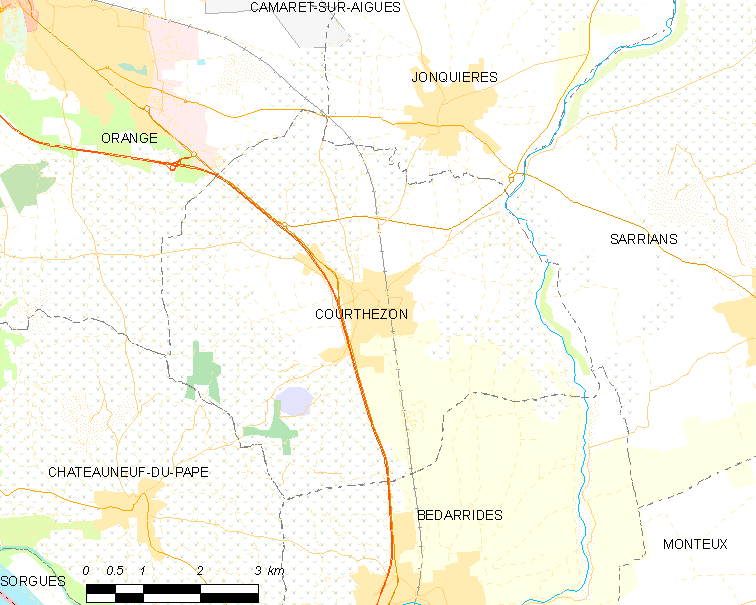
库尔泰宗的OSM定位图

库尔泰宗的时区为UTC+01:00、UTC+02:00（夏令时）。

## 行政
库尔泰宗的邮政编码为84350，INSEE市镇编码为84039。

## 政治
库尔泰宗所属的省级选区为索尔格县。

## 人口

1962-2008年间库尔泰宗人口变化图示

库尔泰宗于2022年1月1日时的人口数量为6245人。